# St. Petrus (Osmünde)

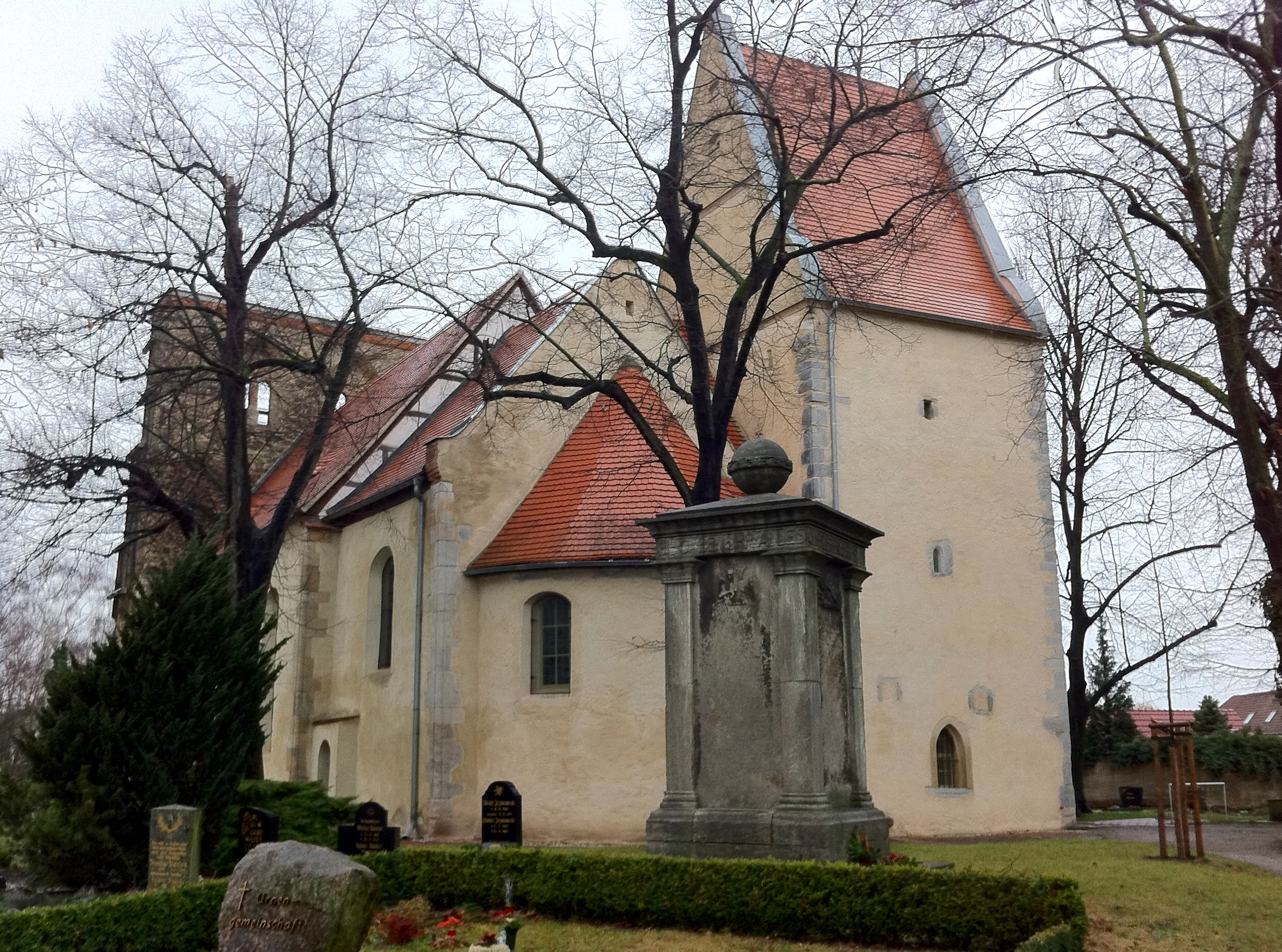
Sankt-Petrus-Kirche

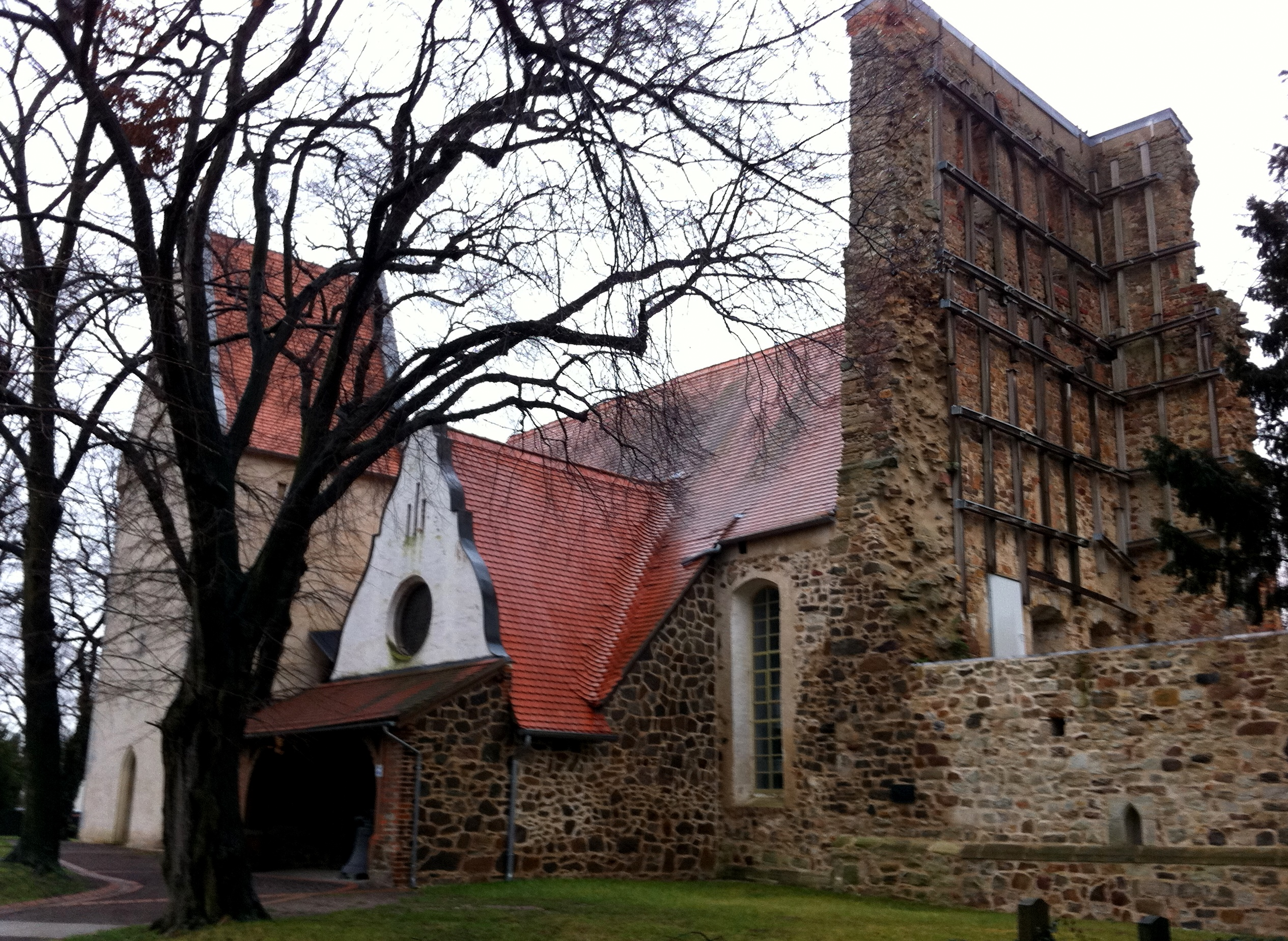
Blick von Nordwesten

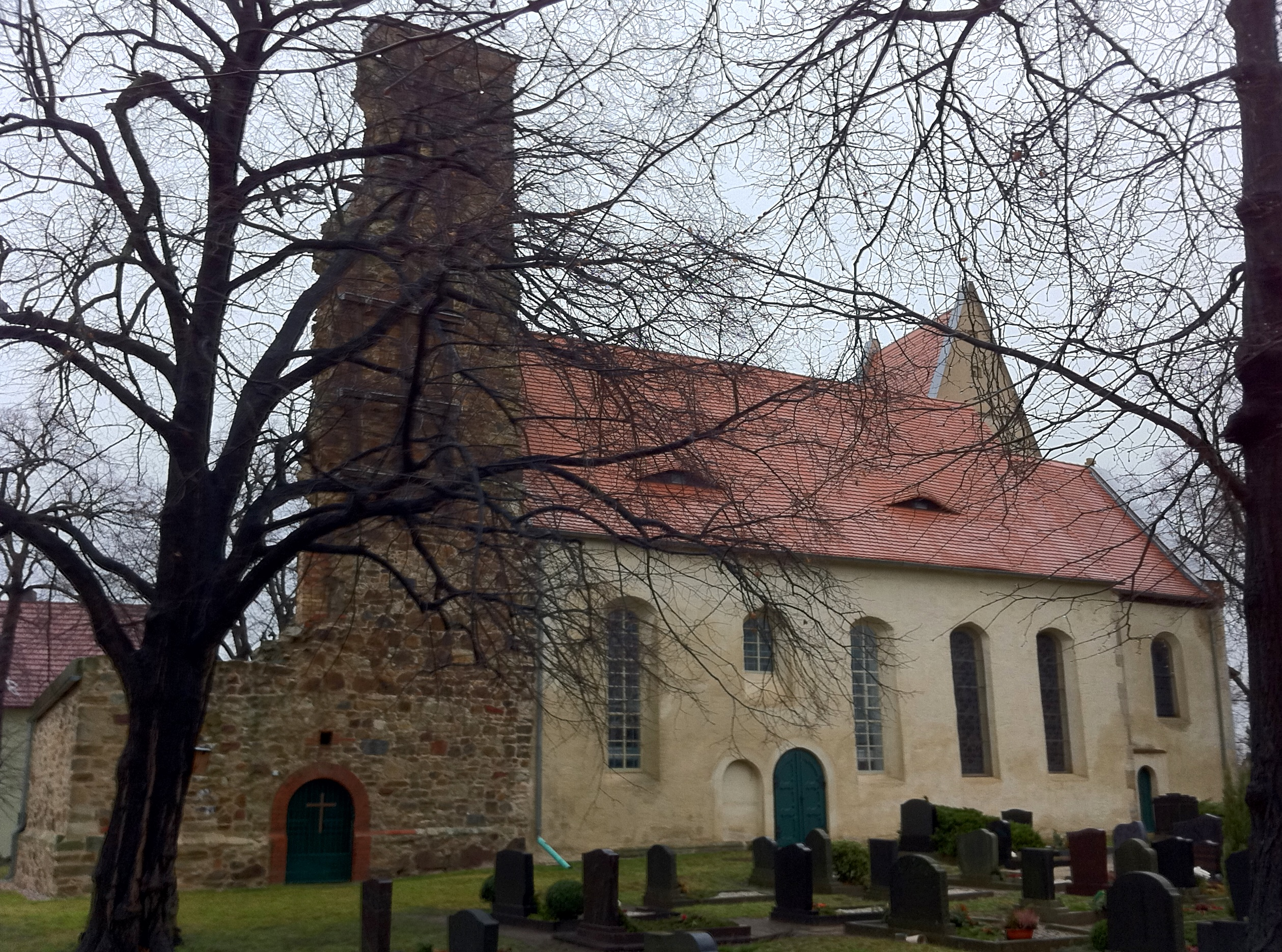
Südseite

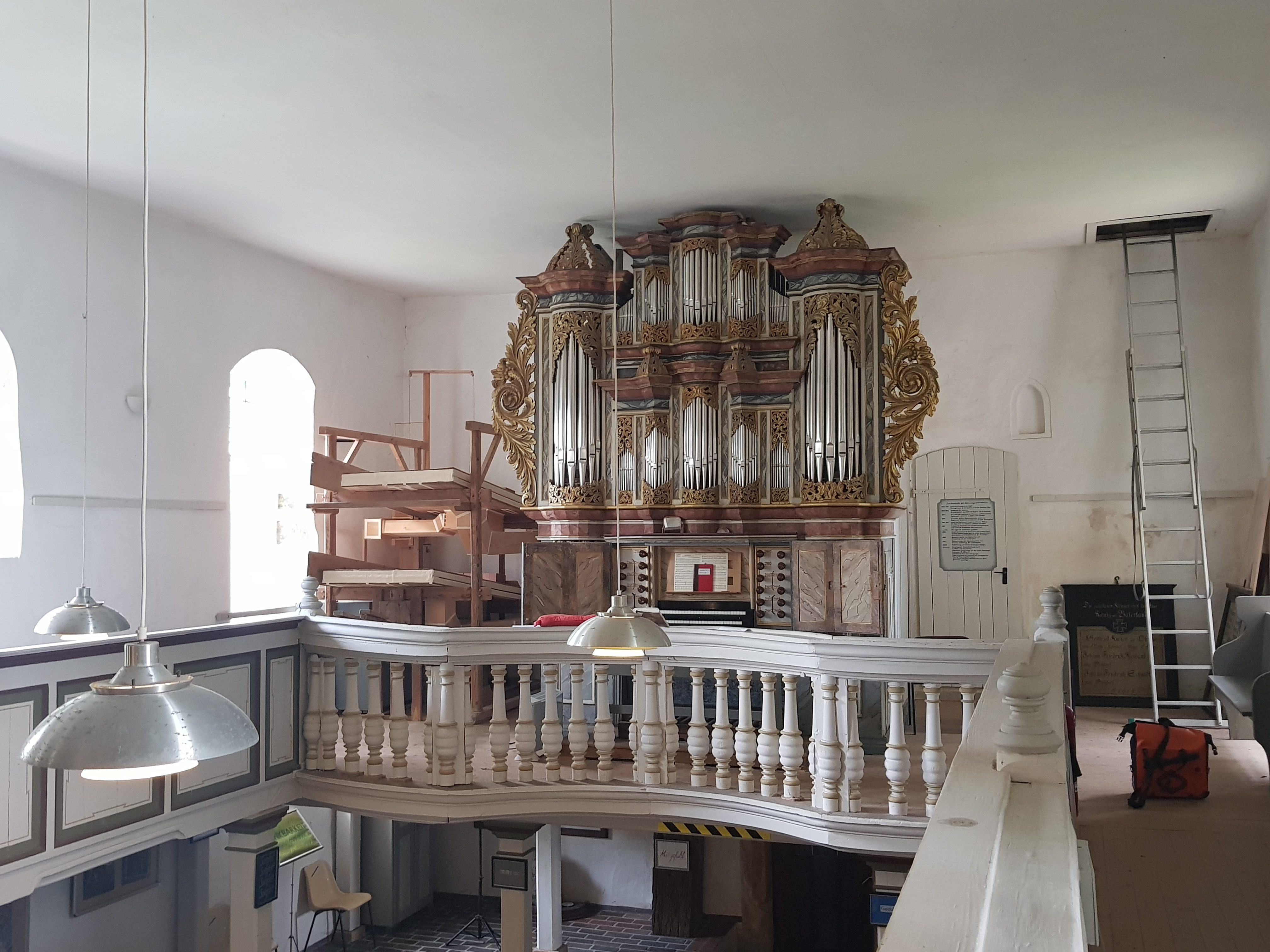
Blick zur Orgel von der Empore aus

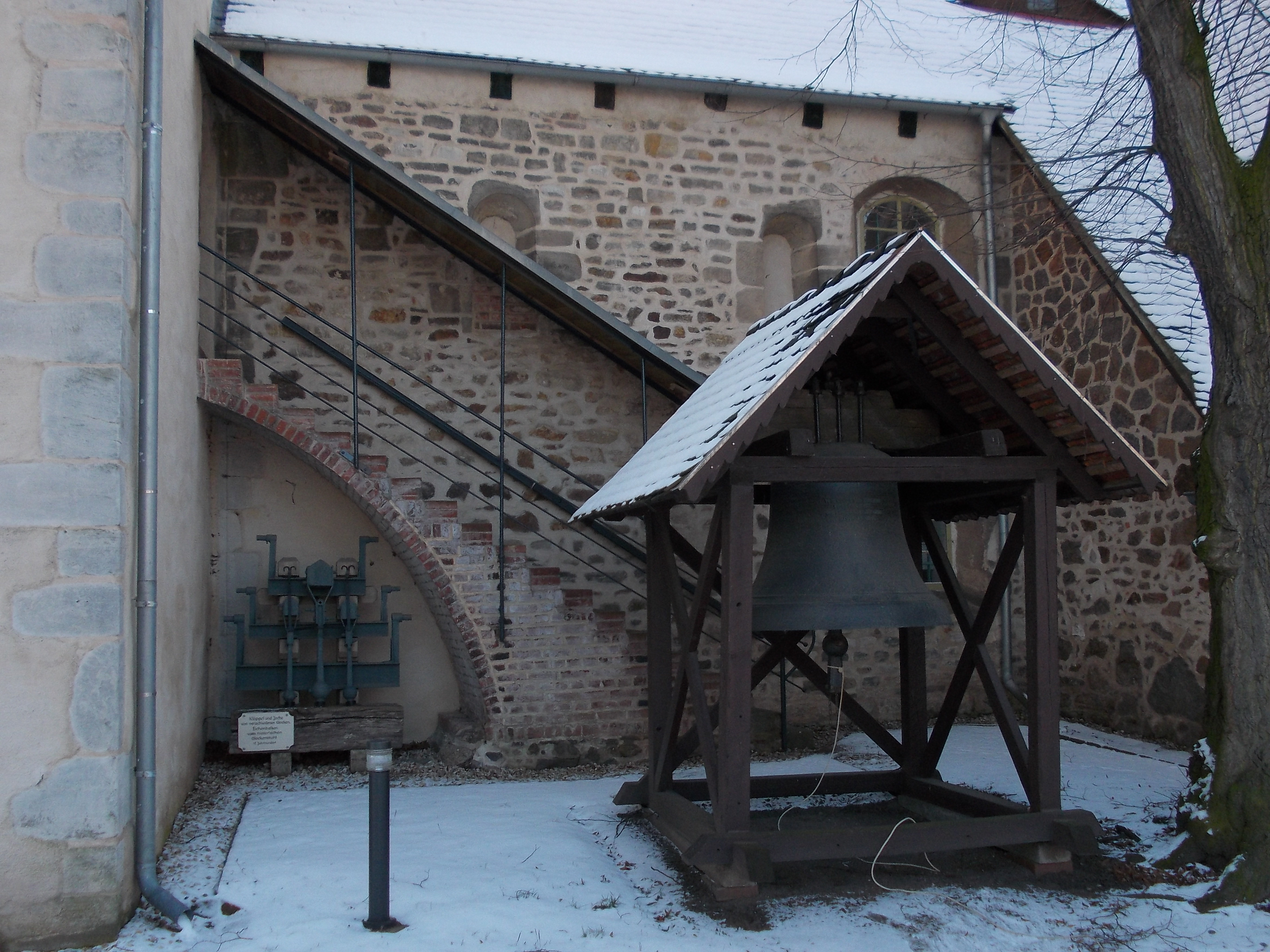
Glocke

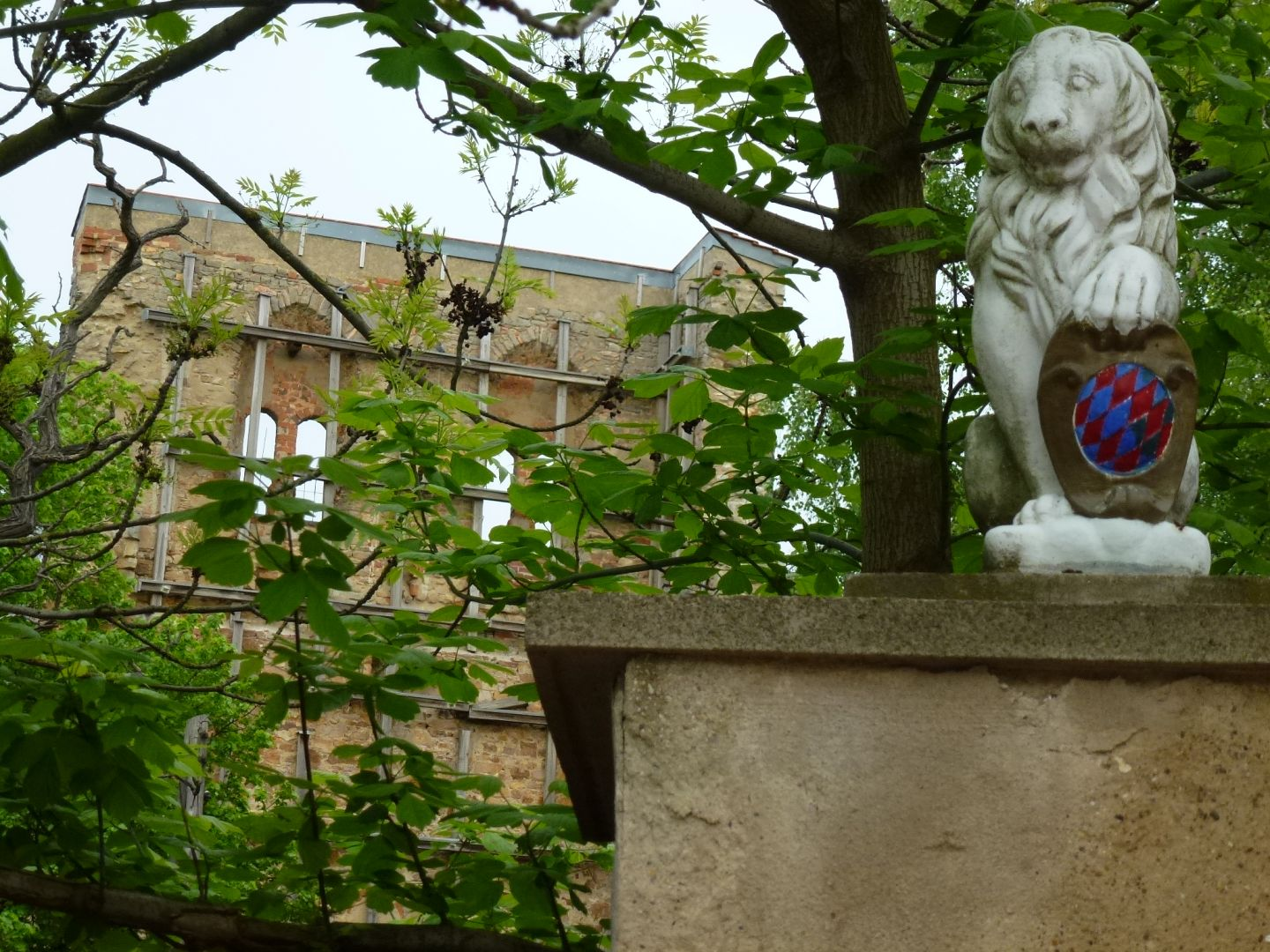
Turmruine

Die Sankt-Petrus-Kirche ist die evangelische Kirche des Dorfes Osmünde in Sachsen-Anhalt.

## Lage
Die Kirche befindet sich am Paul-Scheibe-Platz. Zur Kirchengemeinde gehören etwa 185 Mitglieder, wobei zur Gemeinde traditionell auch Gläubige benachbarter Orte gehören.

## Architektur
Das aus Bruchsteinen errichtete einschiffige Kirchenschiff entstand um das Jahr 1200. Die Kirchenfenster wurden in späterer Zeit verändert. Der Chor ist in das Schiff eingezogen. An der Ostseite befindet sich eine halbrunde Apsis, die mit Chor und Ostteil des Schiffs aus der Bauzeit stammt. Auf der Nordseite des Schiffs finden sich einige kleine original erhalten gebliebene Fenster. Der 1986 eingestürzte und nur als Ruine erhaltene Westquerturm und ein weiterer Turm nördlich des Chors entstanden in spätgotischer Zeit. Hintergrund der um 1450 erfolgten Errichtung des ungewöhnlichen quadratischen Chorflankenturms, der der Kirche das Aussehen einer Sattelkirche gibt, soll eine Nutzung als Wallfahrtskapelle gewesen sein. Bemerkenswert sind die aufwendig ausgeführten romanischen Kantensäulchen an den östlichen Ecken von Schiff und Chor.
Nördlich des Kirchenschiffs wurde in den 1930er Jahren eine Vorhalle angefügt. Bei der Gestaltung von Dach und Giebel orientierte man sich am Backsteingiebel des Westquerturms.
Das Innere des Kirchenschiffs wird von einer flachen Decke überspannt. Im Bereich des Chors ist die Decke mit Stuck verziert. In einem mittigen, ovalen Feld finden sich die Darstellung Christi und Johannes des Täufers als Kinder, das von Felder mit Ornamenten umgeben wird. Die Darstellungen stammen aus dem letzten Viertel des 17. Jahrhunderts. Aus der gleichen Zeit stammen auch Altar, Kanzel, Taufe und Orgel. Der Altaraufsatz trägt in seiner Mitte eine plastisch gearbeitete Kreuzigungsgruppe. Das Kruzifix ist barocken Ursprungs. Figuren von Maria und Johannes, entstanden Anfang des 16. Jahrhunderts, stehen vor einer gemalten städtischen Landschaft. Seitlich stehen Figuren der Apostel Petrus und Paulus. Hinter diesen befinden sich Akanthuswangen. Als Predella dient ein Abendmahlsbild, das Gebälk ist mit Putti verziert.
Die Kanzel wird von einem als Krone gestalteten Schalldeckel bekrönt, über dem ein Tubaengel thront. Die Kanzel selbst ist mit üppig mit Akanthuswerk verziert. In der Verzierung sind Symbole der Evangelisten zu erkennen. Darüber sind Bücher tragende Putti angeordnet.
Der sechseckige Taufstein ist aus Kalkstein in Form eines Kelches gefertigt. Nach einer Inschrift entstand der mit pflanzlichen Dekor verzierte Taufstein im Jahr 1686. Ursprünglich war er mit kräftigen Farben versehen.
Die Emporen an den Langseiten des Kirchenschiffs stammen bereits aus dem Jahr 1581. Die zurückschwingende westliche Empore sowie der Orgelprospekt entstanden im letzten Viertel des 17. Jahrhunderts.
Zwei in der südlichen Wand des Kirchenschiffs befindliche farbige Glasfenster wurden 1906 durch die Quedlinburger Glasmalereianstalt Ferdinand Müller geschaffen.
Das Erdgeschoss des Chorturms verfügt über eine spitzbogige Quertonne. Im Chorturm befindet sich die Sakristei.
Auf dem Kirchhof befindet sich die 1749 vom Hallenser Glockengießer Friedrich August Becker gegossene Bronzeglocke. Sie befand sich ursprünglich im westlichen Kirchturm und wurde nach dessen Einsturz geborgen. Südöstlich der Kirche steht ein an die Gefallenen des Ersten Weltkrieges erinnerndes Kriegerdenkmal.

## Geschichte
Die erste überlieferte urkundliche Erwähnung einer Kirche in Osmünde stammt aus dem Jahr 1179. Kirchenpatron war der Erzbischof von Magdeburg, später jeweils der Landesherr. Zur Kirche gehörten auch mehrere Dörfer der Umgebung.
In der Kirche befand sich ein als wundertätig angesehenes Marienbild, das die Kirche zum Ziel von Wallfahrten machte. Die Wallfahrten erfolgten jeweils am zweiten Sonntag nach Trinitatis. Die Wallfahrer erhielten einen Ablass für ihre Sünden. Um 1450 wurde der nördlich des Chors stehende Turm gebaut. Er soll als Kapelle für das Marienbild und als Wohnung für den Altarpriester, der als Osmünder Mönch bekannt war, gedient haben. In dieser Zeit entstand auch der Westturm, der eine hohe hölzerne Spitze erhielt und vier kleine Ecktürme hatte. Man nahm auch Umbauarbeiten an der Kirche vor, so wurden neue Portale eingefügt.
Letzter katholischer Priester war Leonhard Müller, der 1538 verstarb. Nach der Reformation wurde Matthäus Piscator 1554 erster evangelischer Pfarrer an der Kirche. Das Marienbild ging verloren, der Altarbereich wurde umgestaltet.
Während des Dreißigjährigen Kriegs wurde die Kirche mehrfach geplündert und verwüstet. 1639 brannte nach einem Blitzschlag die Spitze des Westquerturms ab. Zugleich wurde das Kirchendach erheblich beschädigt. In den folgenden Jahren erfolgten erste Reparaturen. Ab 1660 folgte dann eine Umgestaltung der Kirche im Stil des Barock. So erhielt der Westturm einen Helm mit Schweifgiebeln. Es wurde in Etappen eine neue, barocke Innenausstattung angeschafft. In der Zeit um 1700 erhielt die Kirche eine neue Orgel. Darüber hinaus wurden die Kirchenfenster des Schiffs vergrößert.
Um 1880 führte man Sanierungsarbeiten durch. Zugleich erhielt die Kirche eine historistische Ausmalung. Örtliche Grundbesitzer stifteten Buntglasfenster.
Während des Ersten Weltkrieges musste die Kirchengemeinde eine große und eine mittlere Bronzeglocke zu Zwecken der Kriegsrüstung abgeben. Als Ersatz wurden 1923 zwei Eisenhartgussglocken von Ulrich&Weule gekauft. Diese Glocken sind im Glockenstuhl und vor der Tür der Kirche noch heute vorhanden.
1934 erfolgten neuerliche umfassende Renovierungsmaßnahmen. Die nördliche Empore wurde abgerissen, neues Kirchengestühl angeschafft und die Ausstattungsgegenstände restauriert. Eine neue Ausmalung des Kircheninneren mit hellen Farben erfolgte durch Fritz Lewecke. An der Orgel wurden 1942 umfängliche Reparaturarbeiten durchgeführt.
In der nachfolgenden Zeit war die Kirche von Verfall geprägt. Es traten erhebliche Schäden am Mauerwerk und den Kirchendächern, aber auch an Fenstern und Türen auf. Die gesamte Kirche war von Schwammbefall betroffen. Infolge dieses schlechten Zustandes war man gezwungen, die Turmspitze des Kirchturms abzutragen. Auch die oberen Emporen wurden entfernt. Zudem konnten die Kirchenglocken nicht mehr geläutet werden. 1986 kam es schließlich zum Einsturz des Westquerturms. Erhalten blieb nur die östliche Turmmauer. Die im Turm befindlichen Glocken, aber auch Turmuhr und Windkammer der Orgel befanden sich unter den Trümmern. Das Dach des Kirchenschiffs erlitt ebenfalls Schäden.
Nach der politischen Wende des Jahres 1989 fand dann ab 1992 die Instandsetzung der Kirche statt. Die Ruine des Westquerturms wurde stabilisiert, Dachstühle und Dächer repariert. Aus den Turmtrümmern barg man zwei Bronzeglocken. 1993 gründete sich der „Verein zur Erhaltung der Kirche Osmünde e.V.“.
Mit der Pensionierung des Pfarrers Noeske im Jahr 1996 entfiel die Pfarrstelle der Kirche. Das zuständige Pfarramt befand sich seit dem zunächst in Zschernitz, später in Landsberg. Der Pfarrbereich Landsberg gehört Kirchenkreis Halle-Saalkreis der Evangelischen Kirche in Mitteldeutschland.
1997 begann man mit der Schwammsanierung. Auch wurden Fenster und Türen erneuert, die Innenausstattung restauriert, das Mauerwerk stabilisiert. Nach dem Verkauf des Pfarrhauses wurden Teile der Kirche zum Gemeinderaum, Archiv und Sanitärtrakt umgebaut. In den Jahren 2008 und 2009 sanierte man die Apsis und den Chorturm, der einen neuen Helm erhielt.

## Orgel
Die Barockorgel wurde 1722/23 von David Zuberbier erbaut, dessen Prospekt bis heute erhalten blieb und 1934 lediglich mit einem neuen Anstrich versehen wurde. Zuberbiers Sohn und sein Enkel warteten die Orgel bis 1797. Da die Rechnungsbücher der Jahre 1684 bis 1755 nicht im Kirchenarchiv Osmünde vorhanden sind, wurde die Orgel mehrfach Christoph Cunzius zugeschrieben, der 1716 und 1720 zwei große Orgeln in Halle erbaute. Eine erste größere Orgelreparatur wurde 1819 durchgeführt von Orgelbauer Carl Heinrich Knoblauch, wobei Stimmung und Registrierung nicht unverändert blieben. Weitere Reparaturen folgten 1844 bis 1846 und 1852 bis 1853 durch die Orgelbauer Friedrich Wilhelm Wäldner und seinen Sohn August Ferdinand. Entgegen einem Gutachten von Organist Freyer im Jahr 1884, dem sich A. F. Wäldner anschloss, entschied die Kirchengemeinde eine gründliche Reparatur, wobei die Disposition nicht verändert wurde. Fünfzig Jahre später (1934) in Erwartung einer umfangreichen Renovierung der Kirche stand auch die Forderung eines Orgelneubaus erneut zur Diskussion, der sich wegen fehlender Mittel lediglich in einem neuen Gehäuseanstrich niederschlug. Auch in den folgenden Jahren wurde immer wieder ein („zeitgemäßer“) Neubau gefordert, doch die Kirchengemeinde entschied sich erneut für Reparaturarbeiten, so etwa 1940 bis 1942 durch die hannoversche Firma Hammer. „Mitten im Krieg fand 1942 die Abnahme der sanierten Orgel statt, die ihr eine ‚außergewöhnliche Klangqualität‘ bescheinigt.“ Doch die Orgel wurde in den folgenden Jahren nicht in Stand gehalten und war 1985 „kaum noch spielbar“. Durch den Einsturz des Westquerturms ging die Windanlage 1986 verloren. Ein sich wegen des undichten Daches über die Emporen ausbreitender Hausschwamm brachte auch die Orgel in Gefahr, weshalb Teile des Pfeifenwerks zwischengelagert werden mussten. 1989 begannen Sanierungsarbeiten an der Kirche; 1999 wurde durch Fa. Hüfken das restliche Orgelwerk demontiert, dokumentiert und ebenfalls zwischengelagert. Eine Reparatur konnte aus finanziellen Gründen nicht vorgenommen werden. Vierzehn Jahre später (2013) konnte wegen einer zweckgebundenen Erbschaft und eines Angebotes der Fa. Paul (Niederröblingen) die Sanierung verwirklicht werden. Weitere Arbeiten nahm Fa. Schildt (Halle) vor, wie die Reparatur der originalen Pedallade, zudem konnte eine barocke Keilbalganlage aus Esperstedt bei Querfurt erworben und neben der Orgel errichtet werden. Nach erfolgter Stimmung wurde die Orgel am 27. März 2018 abgenommen und im Ostersonntagsgottesdienst der Gemeinde übergeben. Die Orgel verfügt über zwei Manuale und Pedal bei mechanischer Traktur und in Neidhard 1729 auf a1 = 440 Hz gestimmt. Das Instrument hat folgende Disposition:
| I Hauptwerk C–c3 |       |
| Bordun           | 16′   |
| Principal        | 8′    |
| Quintadena       | 8′    |
| Principal        | 4′    |
| Spitzflöte       | 4′    |
| Rohrquinte       | 2 ⁄3′ |
| Nachthorn        | 2′    |
| Mixtur III       |       |
| Trompete         | 8′    |

| II Oberwerk C–c3 |    |
| Gedackt          | 8′ |
| Salizional       | 8′ |
| Gedackt          | 4′ |
| Principal        | 2′ |
| Terzian II       |    |

| Pedal C–d1    |     |
| Subbass       | 16′ |
| Gedacktpommer | 8′  |
| Choralbass    | 4′  |
| Posaune       | 16′ |

Koppeln: II/I, I/P, II/P